# 二日町村
二日町村（ふつかまちむら）は、かつて岐阜県郡上郡に存在した村である。
現在の郡上市白鳥町二日町に該当する。

## 歴史
- 1889年（明治22年）7月1日 - 町村制により二日町村が発足。
- 1897年（明治30年）4月1日 - 長滝村、前谷村、歩岐島村、向小駄良村と合併し、北濃村が発足。同日二日町村は廃止。

## 教育
- 二日町尋常小学校（現・郡上市立北濃小学校）